# Hálid Ísza
Hálid Ísza (arabul: خالد عيسى; Dubaj, 1989. szeptember 15. –) egyesült arab emírségekbeli labdarúgó, az el-Ajn kapusa.

## Pályafutása

### A válogatottban
2011 óta tagja az Egyesült Arab Amírségek válogatottjának. Részt vett a 2012. évi nyári olimpiai játékokon. 2015-ben szerepelt a 2015-ös Ázsia-kupán a bronzérmes csapatban.

## Sikerei, díjai
Egyesült Arab Emírségek
- Öböl-kupa: 2013
- Ázsia-kupa bronzérmes: 2015